# Tlapanaloya
El poble de Tlapanaloya, és una localitat del municipi de Tequixquiac i la segonda localitat més poblada del municipi. El nom prové del nàhuatl Tetlapanaloyan que significa "lloc de pedres trencades".
Tlapanaloya és un centre agrícola i comercial, localitzat a la Vall de Mexic i Vall del Mezquital a 87 km al nord de la ciutat de Mèxic, a 50 minuts del Pachuca de Soto. La petita ciutat té una població de 6,466 habitants.